# Obwód penzeński

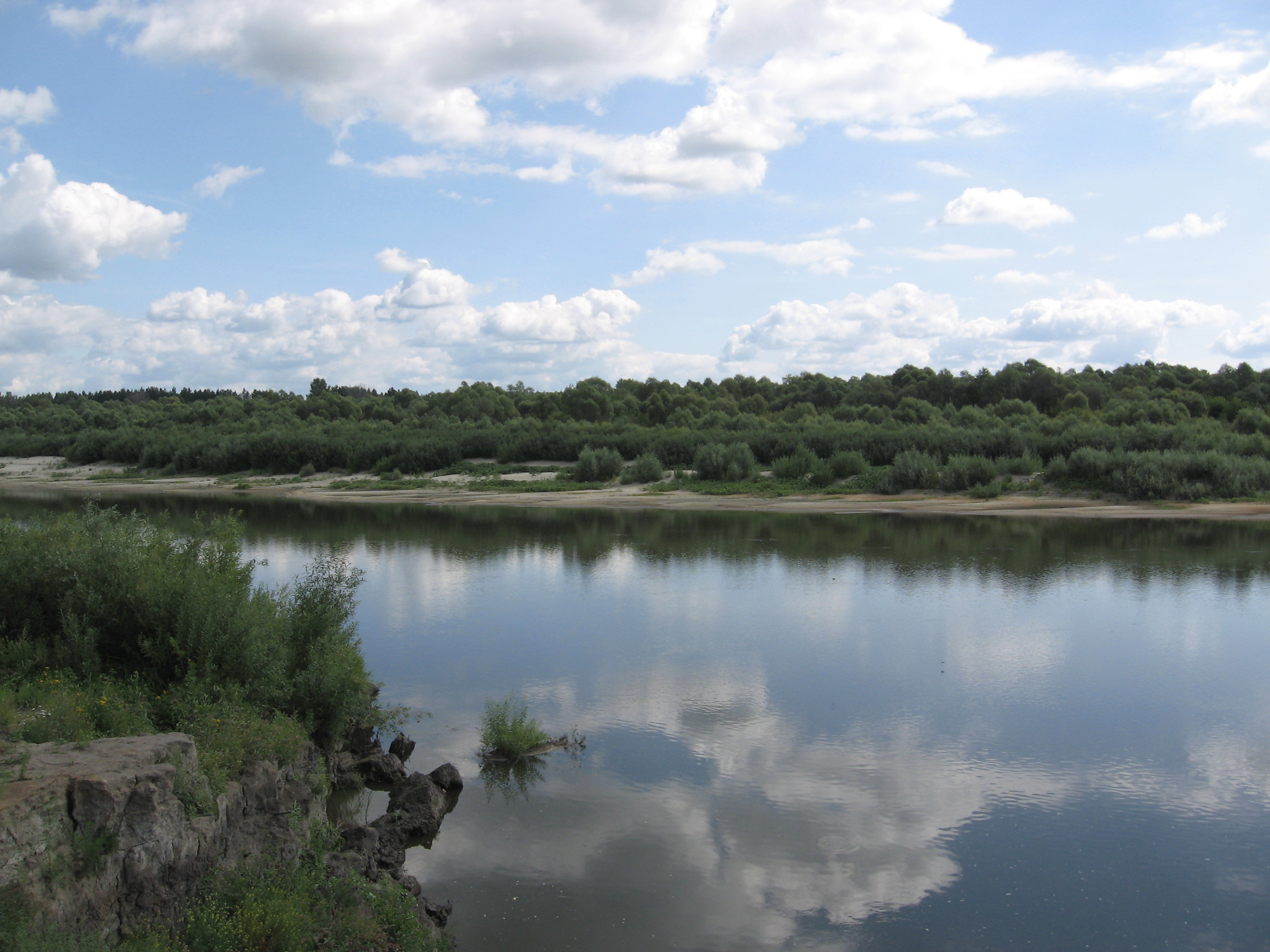
krajobraz regionu – rzeka Sura

Obwód penzeński (ros. Пензенская область) – jednostka administracyjna Federacji Rosyjskiej.

## Geografia

### Położenie i powierzchnia
Obwód penzeński leży w centrum europejskiej części Rosji i zajmuje obszar 43 300 km², co stanowi ok. 0,25% powierzchni całej Federacji Rosyjskiej. Z północy na południe region rozciąga się na długości 204 km, a ze wschodu na zachód – na długości 330 km.
Obwód graniczy z:
- Obwodem tambowskim – na zachodzie
- Republiką Mordwińską – na północy
- Obwodem uljanowskim – na wschodzie
- Obwodem saratowskim – na południu

#### Przynależność administracyjna
Pod względem administracyjnym obwód penzeński wchodzi w skład utworzonego w 2000 Nadwołżański Okręgu Federalnego.

### Strefa czasowa
Obwód obwód penzeński należy do moskiewskiej strefy czasowej (MSK): do 25 października 2014 UTC+04:00 przez cały rok, od 26 października 2014 UTC+03:00 przez cały rok. Jeszcze wcześniej, przed 27 marca 2011 roku, obowiązywał czas standardowy (zimowy) strefy UTC+03:00, a czas letni – UTC+04:00.

### Rzeźba terenu
Region leży na Nizinie Wschodnioeuropejskiej, a dokładniej – na środkowych i zachodnich terenach Wyżyny Nadwołżańskiej, stanowiącej część owej równiny. Ten łagodnie pofałdowany obszar zajmuje znaczną część powierzchni obwodu, a jedynie na krańcach zachodnich rozciągają się tereny bardziej płaskie, będące częścią Niziny Ocko-Dońskiej.

### Hydrografia
Na terenie obwodu znajduje się ponad 200 rzek oraz trudna do określenia liczba mniejszych cieków wodnych.
Największe rzeki regionu:
- Sura
- Moksza
- Chopior
- Worona

### Gleby
Na terenie obwodu penzeńskiego przeważają urodzajne gleby czarnoziemowe. Zajmują one 68% wszystkich ziem wykorzystywanych rolniczo i przeważają na większości ziem obwodu, a jedynie na wschodzie i północnym wschodzie regionu dominują szaroziemy leśne.

### Klimat

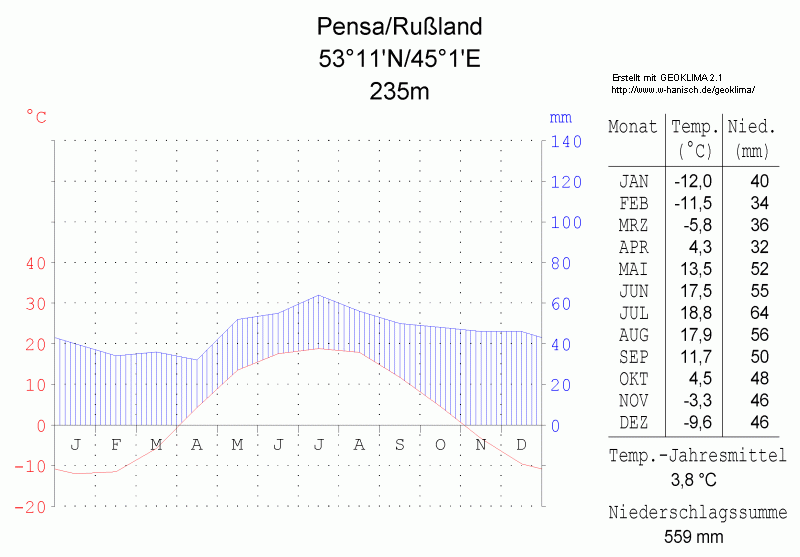
diagram ukazujący temperatury i wielkość opadów w regionie na przykładzie leżącej w jego centrum Penzy

#### Temperatura
W obwodzie penzeńskim panuje klimat umiarkowany kontynentalny, charakteryzujący się ciepłym latem i dość chłodną zimą. Kontynentalne cechy lokalnego klimatu narastają w miarę posuwania się na z zachodu na wschód.
Najchłodniejszym miesiącem jest styczeń – średnia temperatura w tym okresie wynosi ok. –11 °C (na wschodzie regionu jest jeszcze chłodnie, ok. –12 °C, a na zachodzie – nieco cieplej, średnio –10 °C.
Najcieplejszym miesiącem w regionie jest lipiec; średnia temperatura powietrza w tym okresie wynosi od ok. +18 °C na zachodzie do +19 °C na wschodzie obwodu.

#### Opady
Średnioroczna wielkość opadów w regionie wynosi 450-500 mm; większość opadów przypada na ciepłą połowę roku, a maksimum na lipiec. Powyższa liczba nie oddaje jednak prawdziwej ilości padających w regionie deszczów: w rzeczywistości rzadko zdarza się, by w ciągu roku spadła taka właśnie ilość, zazwyczaj jest to sporo więcej (ponad 700 mm) – gdy lato jest wilgotne, lub sporo mniej (ok. 350 mm) – gdy występuje susza. Susze są zresztą często spotykane w regionie, jednak zwykle trwają one jedynie przez część roku.

### Roślinność
Obwód penzeński leży na terenach 3 stref roślinnych: lasów, lasostepów i stepów. Pierwotna roślinność zajmuje ok. 1/3 terytorium regionu. Lasy liściaste i mieszane zajmują ok. 20% powierzchni obwodu; stepy, z uwagi urodzajność gleb praktycznie zostały zlikwidowane i zachowały się tylko ich fragmenty. W lokalnych lasach przeważają dęby, lipy, klony i wiązy.

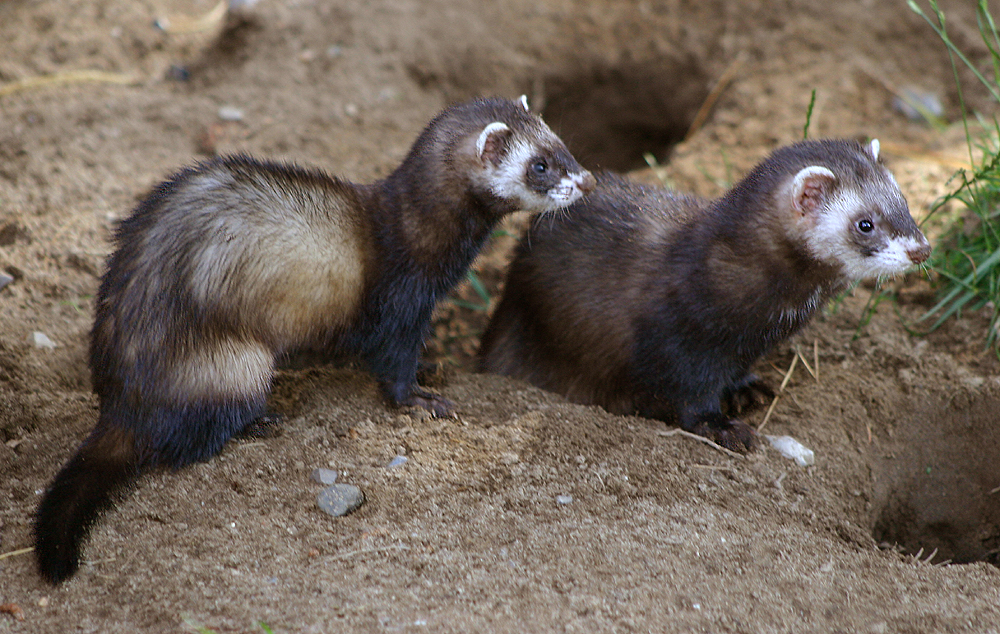
tchórz – jeden z gatunków zwierząt żyjących na terenie obwodu

### Świat zwierzęcy
Świat zwierzęcy obwodu penzeńskiego jest dość bogaty. Spotkać tu można ponad 60 gatunków ssaków, 30 – ryb i ponad 200 – ptaków. Na obszarze regionu żyje fauna typowa zarówno dla obszarów leśnych, jak i stepowych. Wymienić tutaj można m.in. zające-szaraki, lisy, tchórze oraz liczne gatunki gryzoni, a z ptaków np. dzięcioły, drozdy, jarząbki, gile, derkacze, czajki, a także licznie występujące, typowe ptaki Europy Środkowo-Wschodniej: wróblowate, sroki i wrony. Większość gatunków ptaków przylatuje tutaj tylko na okres lęgowy i odlatuje na zimę.
W zbiornikach wodnych żyją liczne ryby, m.in. jazgarze, leszcze, karasie, karpie, okonie, płocie, sandacze i szczupaki.
Żyje tutaj także wiele gatunków owadów.

## Ludność
Obwód penzeński zamieszkuje 1,292 tys. osób (2021). Liczba mieszkańców obwodu systematycznie spada z powodu ujemnego przyrostu naturalnego i ujemnego salda migracji. Jeszcze w 2006 żyło tutaj 1 407 971 osób, zaś w 2002 populację regionu stanowiło 1 452 941 osób.
Ponad 1/3 ludności zamieszkuje w stolicy regionu – Penzie.

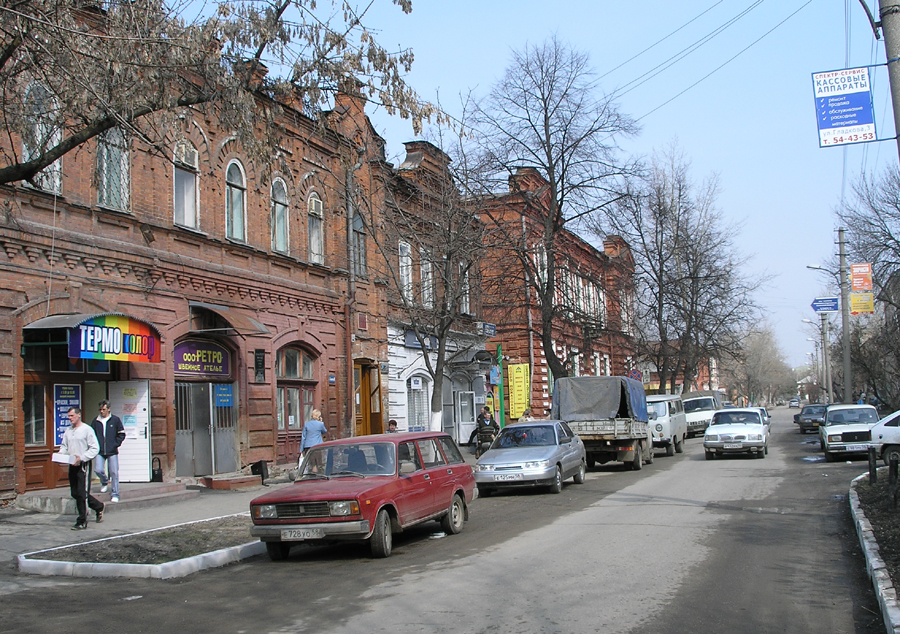
ulica w centrum Penzy – stolicy regionu

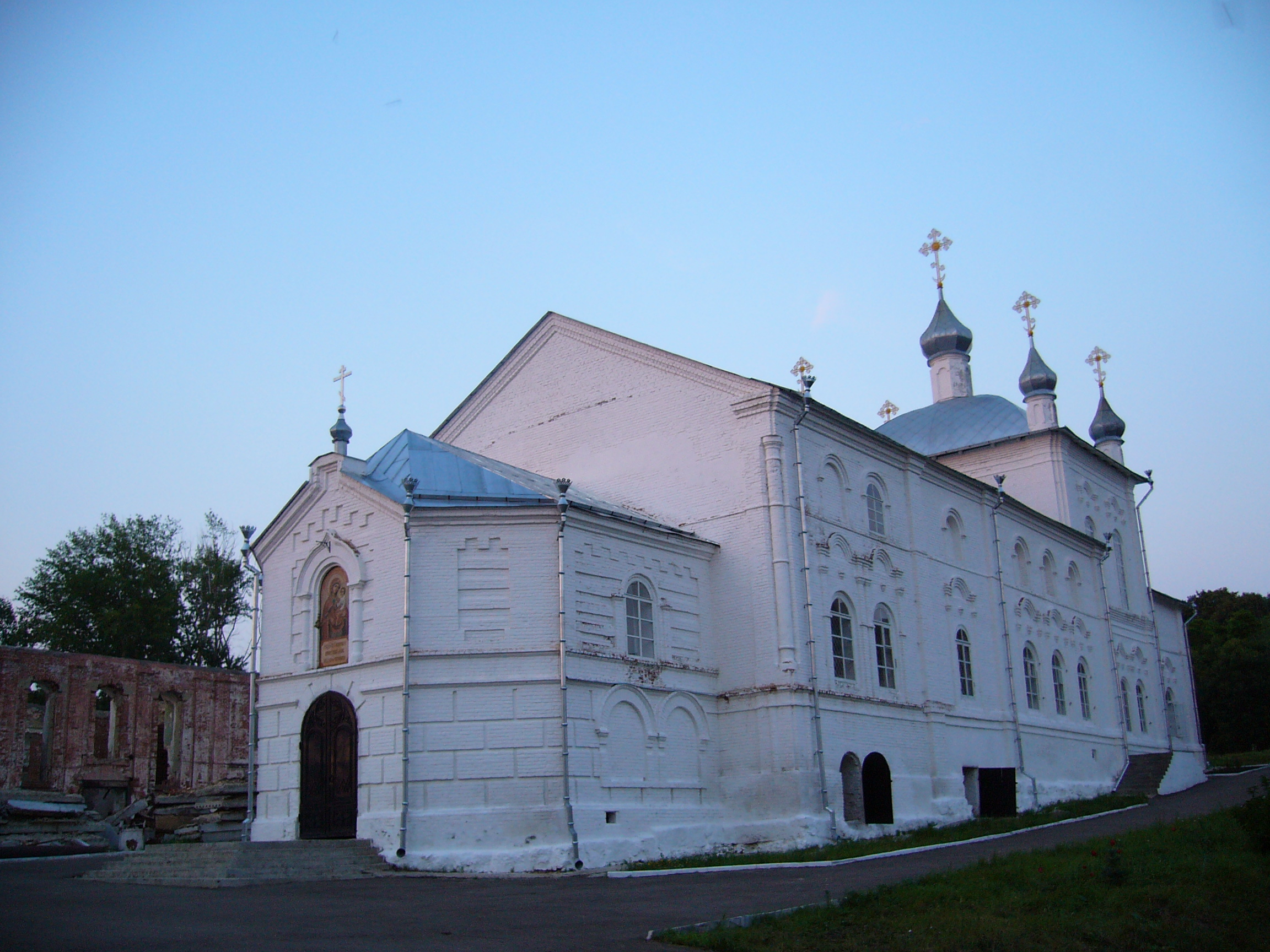
monastyr w Kieriensku

Średnia gęstość zaludnienia to ok. 33,6 os./km².

### Statystyki demograficzne
(dane na 2006)
- Ludność według miejsca zamieszkania:
  - Ludność wiejska: 33,9%
  - Ludność miejska: 66,1%
- Przyrost naturalny: –8,6‰
  - urodzenia: 12 046 (8,6‰)
  - zgony: 24 042 (17,2‰)
  - ubytek naturalny: 11 996 (8,6‰)

### Narodowości
Na terenie obwodu żyją przedstawiciele 57 narodowości.
Główne narodowości obwodu:
(dla populacji 1408 tys.)
| naród    | liczebność (w tys.) | udział w populacji |
| -------- | ------------------- | ------------------ |
| Rosjanie | 1313,6              | 85,2%              |
| Tatarzy  | 88,6                | 5,7%               |
| Mordwini | 86,3                | 5,6%               |
| Czuwasze | 7,4                 | 0,5%               |

## Miasta i osiedla typu miejskiego

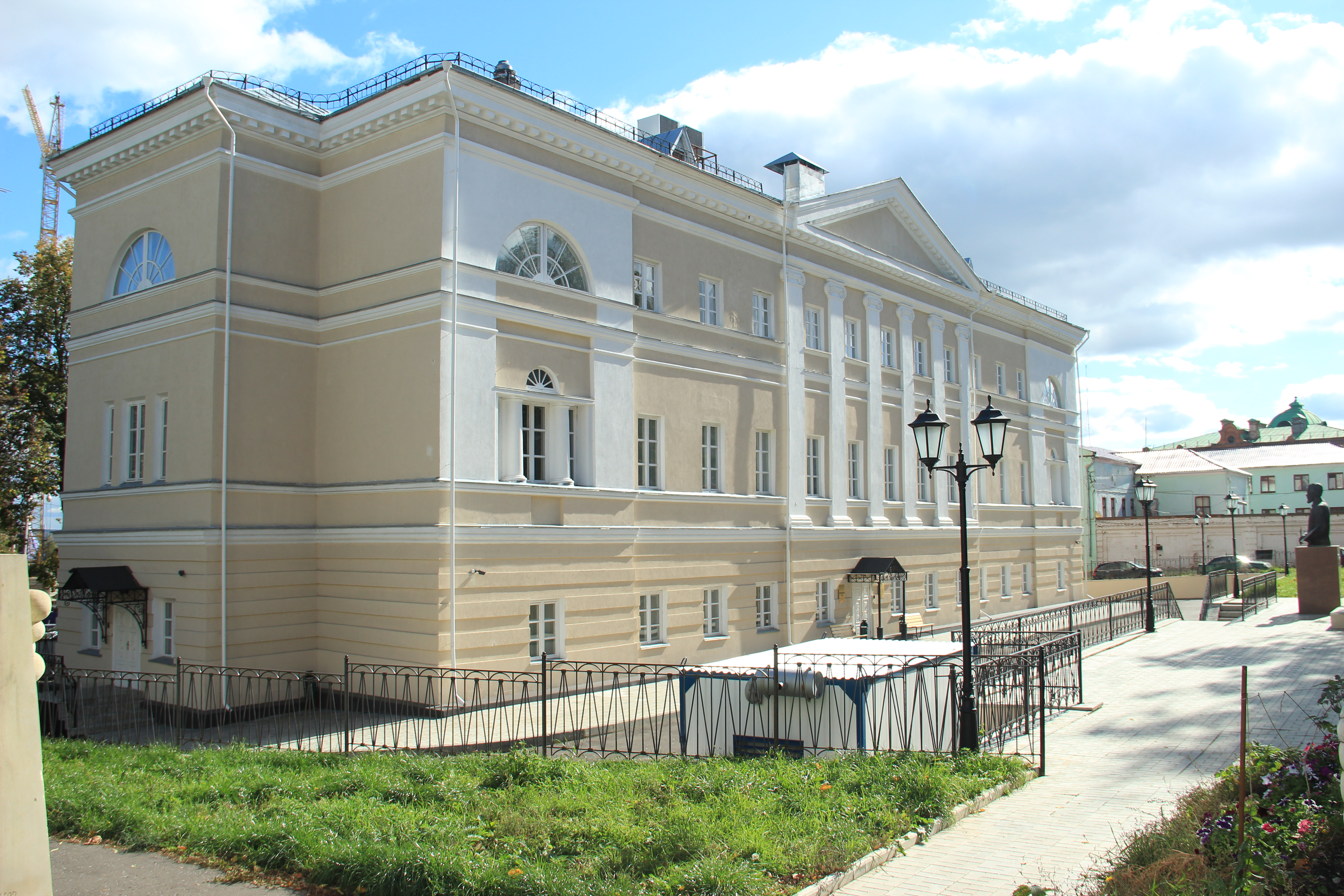
Penza jest stolicą i największym miastem obwodu

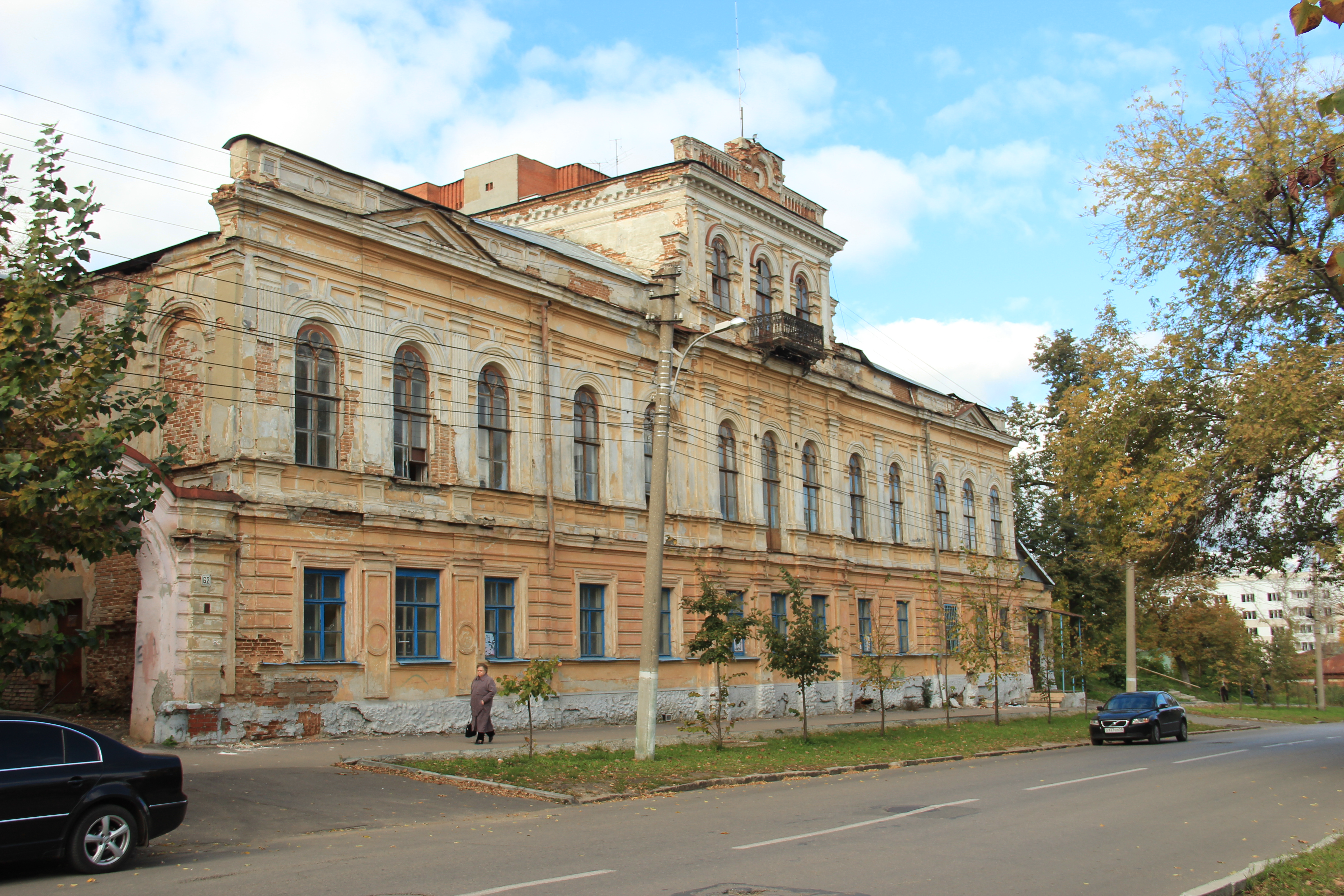
Kuźnieck to największe miasto na wschodzie obwodu

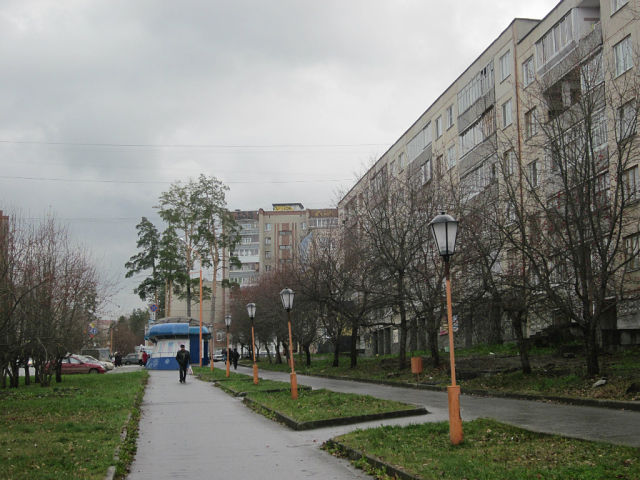
Zariecznyj to miasto zamknięte

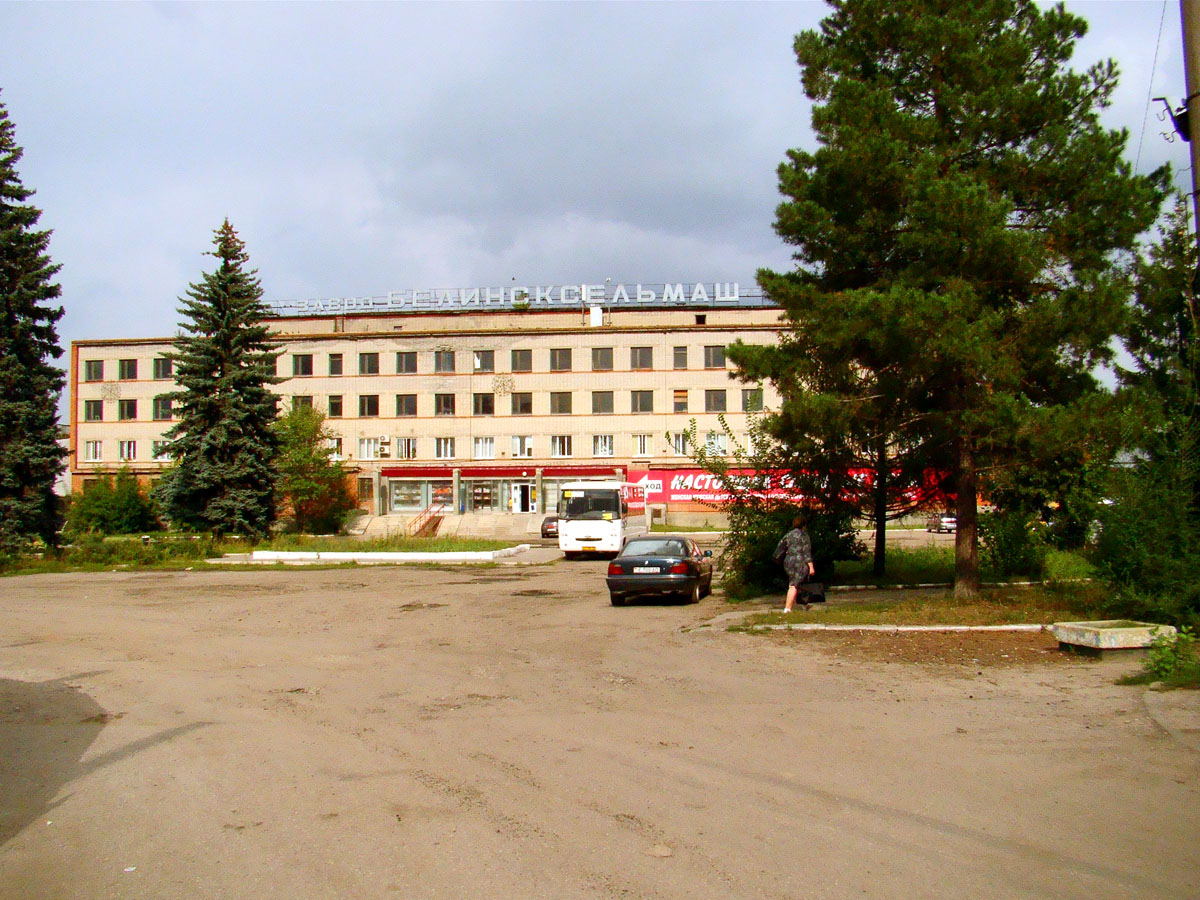
Kamienka

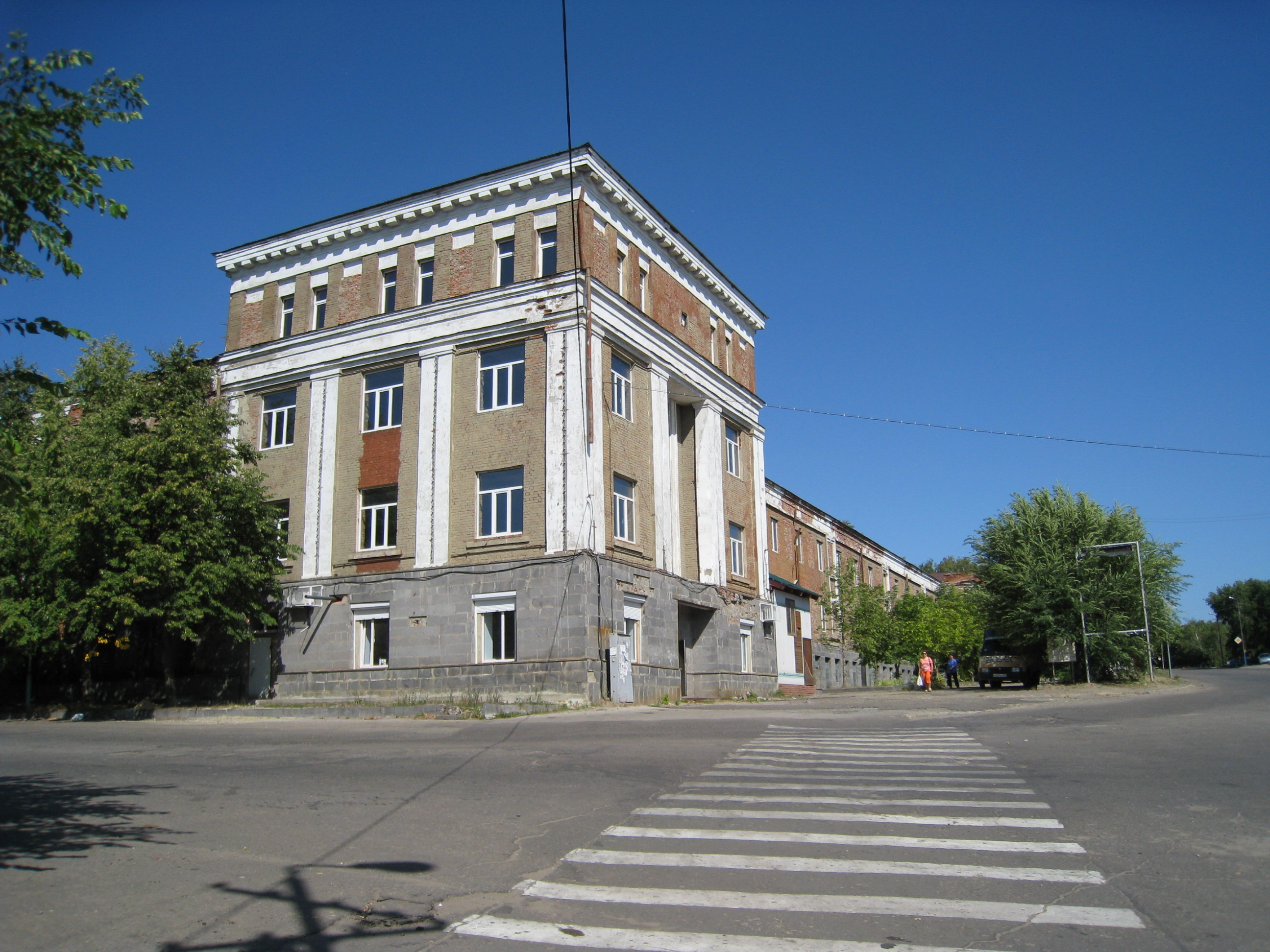
Sierdobsk

Na terenie obwodu penzaskiego znajduje się 11 miast i 16 osiedli typu miejskiego.
Największe skupiska osadnicze obwodu (miasta, osiedla typu miejskiego i wsie; stan na 1 stycznia 2006):
| Nazwa                | Nazwa rosyjska  | Liczba mieszkańców |
| -------------------- | --------------- | ------------------ |
| Baszmakowo1)         | Башмаково       | 9665               |
| Biekowo1)            | Беково          | 6561               |
| Bielinski            | Белинский       | 8798               |
| Biessonowka2)        | Бессоновка      | 10 0003)           |
| Czaadajewka1)        | Чаадаевка       | 7217               |
| Gorodiszcze          | Городище        | 8253               |
| Grabowo2)            | Грабово         | 7 4003)            |
| Issa 1)              | Исса            | 5545               |
| Jewłaszewo1)         | Евлашево        | 4831               |
| Kamienka             | Каменка         | 39 917             |
| Kołyszlej1)          | Колышлей        | 8410               |
| Kuznieck             | Кузнецк         | 89 541             |
| Łunino1)             | Лунино          | 7706               |
| Mokszan1)            | Мокшан          | 11 731             |
| Nikolsk              | Никольск        | 24 272             |
| Niżni Łomow          | Нижний Ломов    | 23 624             |
| Paczełma1)           | Пачелма         | 8472               |
| Penza                | Пенза           | 509 997            |
| Sierdobsk            | Сердобск        | 35 780             |
| Sosnowoborsk1)       | Сосновоборск    | 6981               |
| Spassk               | Спасск          | 7240               |
| Sriedniaja Jeluzań2) | Средняя Елюзань | 8 4003)            |
| Sura1)               | Сура            | 2291               |
| Sursk                | Сурск           | 7292               |
| Szemyszejka1)        | Шемышейка       | 6773               |
| Tamała1)             | Тамала          | 7764               |
| Wierchozim1)         | Верхозим        | 1785               |
| Zariecznyj           | Заречный        | 62 174             |
| Ziemietczyno1)       | Земетчино       | 11 492             |
| Zołotariewka1)       | Золотаревка     | 2785               |

1) Osiedle typu miejskiego
2) Wieś
3) liczba zaokrąglona; 2003

## Gospodarka

### Przemysł
Na terenie obwodu penzeńskiego istnieje rozwinięty przemysł elektromaszynowy, drzewny i celulozowo-papierniczy, oraz lekki (m.in. tekstylny) i farmaceutyczny. Istnieje też przemysł spożywczy, przetwarzający płody rolne regionu.
Głównym skupiskiem przemysłu jest Penza; znajduje się tutaj ponad połowa całego lokalnego przemysłu.

### Rolnictwo
Z racji dobrych warunków glebowych na terenie obwodu istnieje rozwinięte rolnictwo. Uprawiane są m.in. zboża (pszenica, żyto), buraki cukrowe, len, konopie siewne itd.
W regionie istnieje także rozwinięta chów i hodowla zwierząt (w tym drobiu).

## Władza i administracja

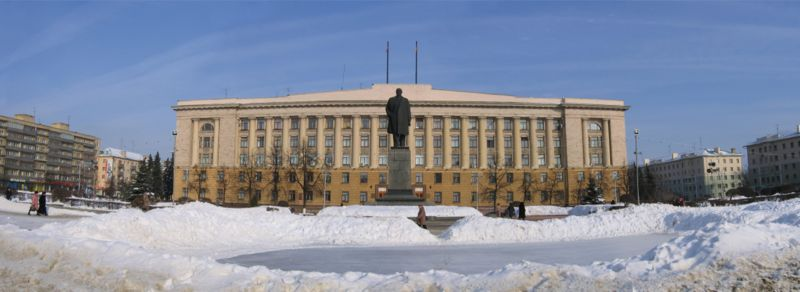
Siedziba władz obwodowych w Penzie

Obwód penzeński, podobnie jak inne podmioty Federacji Rosyjskiej posiada dość szeroki zakres autonomii w sprawach lokalnych.
Władzę prawodawczą w regionie sprawuje lokalny parlament – Zgromadzenie Prawodawcze Obwodu Penzeńskiego (ros. Законодательное Собрание Пензенской области)
Naczelnym organem władzy wykonawczej oraz funkcję szefa obwodu sprawuje gubernator, który stoi także na czele lokalnego rządu (Правительство Пензенской области). Obecnie funkcję gubernatora sprawuje Iwan Biełoziercew.

## Podział administracyjny
Obwód penzeński dzieli się na 28 rejonów. 5 największych miast nie wchodzi w skład tego podziału i stanowi okręgi miejskie.

### Rejony
- Baszmakowski (ros. Башмаковский район)
- Biekowski (ros. Бековский район)
- Bieliński (ros. Белинский район)
- Biessonowski (ros. Бессоновский район)
- Gorodiszczeński (ros. Городищенский район)
- Issyński (ros. Иссинский район)
- Kamieński (ros. Каменский район)
- Kamieszkirski (ros. Камешкирский район)
- Kołyszlejski (ros. Колышлейский район)
- Kondolski (ros. Кондольский район)
- Kuzniecki (ros. Кузнецкий район)
- Łopatiński (ros. Лопатинский район)
- Łuniński (ros. Лунинский район)
- Małosierdobiński (ros. Малосердобинский район)
- Mokszański (ros. Мокшанский район)
- Narowczacki (ros. Наровчатский район)
- Niewierkiński (ros. Неверкинский район)
- Nikolski (ros. Никольский район)
- Niżniełomowski (ros. Нижнеломовский район)
- Paczełmski (ros. Пачелмский район)
- Penzeński (ros. Пензенский район)
- Sierdobski (ros. Сердобский район)
- Sosnowoborski (ros. Сосновоборский район)
- Spasski (ros. Спасский район)
- Szemyszejski (ros. Шемышейский район)
- Tamaliński (ros. Тамалинский район)
- Wadiński (ros. Вадинский район)
- Ziemietczyński (ros. Земетчинский район)

### Okręgi miejskie
- Kamienka (ros. Каменка)
- Penza (ros. Пенза)
- Kuznieck (ros. Кузнецк)
- Sierdobsk (ros. Сердобск)
- Zariecznyj (ros. Заречный)

## Historia
Najstarsze ślady bytności ludzkiej na terenie obwodu penzeńskiego pochodzą z okresu neolitu. Od starożytności region zamieszkiwała ludność rolniczo-pasterska, której przynależność etniczna jest sporna. W średniowieczu żyły tutaj ludy ugrofińskie (Mordwini i pokrewne im plemiona) oraz ludy tureckie (bliskie Bułgarom nadwołżańskim). Od IX/X w. ludy te podlegały Chazarom, a po upadku ich kraju – Bułgarii Wołżańsko-Kamskiej. Następnie w XIII w. region dostał się we władzę Mongołów (Tatarów) i wszedł w skład Złotej Ordy, a po jej rozpadzie – w skład chanatów, powstałych na jej gruzach.

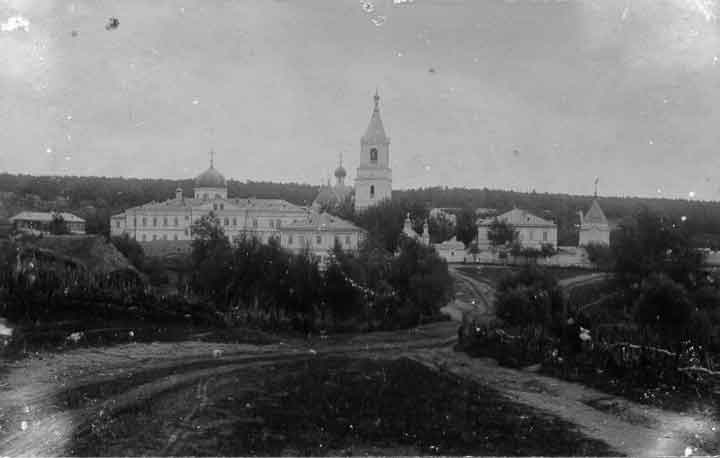
archiwalne zdjęcie Kierieńska

Obszar dzisiejszego obwodu dość późno, bo dopiero w XVI w. wszedł w skład państwa rosyjskiego. Tereny te były ważne za strategicznego punktu widzenia, bo wiodła przez nie droga, którą Tatarzy Krymscy atakowali południe Rosji. Wraz ze zwiększaniem się rosyjskiej obecności politycznej w regionie i wzrastaniem liczby rosyjskich osadników żyjący na terenie obwodu Mordwini przesiedlali się na wschód; ci którzy pozostali zostali zasymilowani przez Rosjan. Rdzenna ludność tureckojęzyczna obwodu zanikła znacznie wcześniej – wkrótce po najeździe mongolsko-tatarskim, w czasie którego duża jej część uciekła lub zginęła, a pozostałych zasymilowali pokrewni językowo i kulturowo Tatarzy.
W 1663 została założona obecna stolica regionu – Penza. Miasto powstało jako twierdza, mająca ochronić region i południe kraju przed atakami Tatarów.

### Przynależność administracyjna

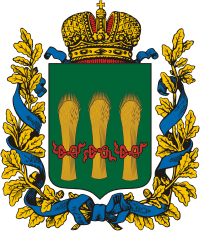
herb guberni penzeńskiej

W 1718 utworzona została prowincja penzeńska, pozostająca w składzie guberni kazańskiej. 15 września 1780 została utworzona gubernia penzeńska. Istniała ona tylko do 1797 kiedy jej tereny wcielono do guberni saratowskiej, jednak wkrótce – 9 września 1801 przywrócono poprzedni stan. Gubernia penzeńska przetrwała do 1928, kiedy w ramach licznych reform administracyjnych w ZSRR została ona zlikwidowana, a jej ziemie włączone najpierw w skład Kraju Środkowowołżańskiego, następnie Kraju Kujbyszewskiego, a od 1937 – obwodu tambowskiego.
Obwód penzeński został utworzony 4 lutego 1939.

## Symbole regionu
Herb obwodu penzeńskiego nawiązuje do herbu dawnej guberni penzeńskiej, który z kolei został opracowany na podstawie herbu stolicy regionu – Penzy.
Flaga obwodu, inaczej niż większość flag rosyjskich regionów, w żaden sposób nie nawiązuje do herbu regionu i ma postać głowy Chrystusa Acheiropoietosa, umieszczonej na żółtym tle.

## Tablice rejestracyjne
Tablice pojazdów zarejestrowanych w obwodzie penzeńskim mają oznaczenie 58 w prawym górnym rogu nad flagą Rosji i literami RUS.